# New Store Europe
New Store Europe war ein Ladeneinrichter und Laden-Designer. Das Unternehmen beschäftigte 700 Mitarbeiter in 11 europäischen Ländern, mit einem Umsatz von 200 Millionen Euro (Stand 2013). Das Unternehmen war Mitglied im internationalen Ladenbauverband.
Das Unternehmen war das Ergebnis vom Zusammenschluss zweier Ladenbauunternehmen; die norwegische Firma Gron-Hansen Butikkinnredninger AS und der schwedischen Samuelsons Inredningar AB. Die fusionierten Unternehmen arbeiteten davor bereits 11 Jahre zusammen unter dem Namen Samuelsons Group.
New Store Europe war in folgenden Ländern vertreten: Tschechische Republik, Dänemark, Finnland, Deutschland, Italien, Norwegen, Polen, Schweden, Großbritannien, Belgien, Niederlande und China.
2011 wurde sie in Großbritannien eingetragen und hatte 167 Mitarbeiter, das Steuereinkommen (revenue) betrug 2013 etwa 80,5 Millionen US-Dollar. Im Oktober 2014 war sie dort insolvent. 231 leitende Mitarbeiter wurden entlassen. 2017 wurde die Mutterfirma in Norwegen insolvent, und in Großbritannien Rettungsmaßnahmen von KPMG überwacht und ein Käufer gesucht.